# 전설사
전설사(典設司)는 조선 시기 궁중의 각종 의례나 행사에 사용되는 천막, 장막을 관리하던 관청이다.

## 역사
고려 시기에 같은 업무를 관장하던 상사국(尙舍局)이 있었다가 조선조에 들어 정4품 품계의 사막으로 계승되었다.  1403년(태종 3년)에 충순호위사(忠順扈衛司)로 변경하고, 1414년 다시 충호위(忠扈衛)로 변경했다가 1466년(세조 12년) 전설사가 되었다. 시대에 따라 차츰 품계가 낮아져 영조 대에 이르러 종6품 별제(別提)가 관할하게 되었다가 다시 종8품 별검(別檢)이 관할하게 되었다.
고종의 갑오개혁으로 군국기무처가 설치되고 종래의 육조가 혁파되면서 전설사는 종백부 소속으로 재편되었다.

## 역할
전설사의 중요 업무는 여러 행사장을 설치하고 관리하는 것이었다. 세조 13년 10월 27일 의경세자가 정난 공신과 회맹 의식을 갖을 때 단의 배치와 차림을 맡는 등 왕실의 중요 행사를 관장하였고, 사직단에서 지내는 제사의 단을 설치하고 관리하는 것도 전설사의 역할이었다. 과거 시험을 치르는 시험장의 설치와 관리 역시 전설사가 맡았다.

## 구성
전설사는 병조 소속으로 조선 중기까지 정4품의 수(守)가 관장하여 비교적 중요한 직책으로 여겨졌다. 성종 시기 김제 군수 한치량이 임기 1년만에 전설사 수로 임명되자 사헌부 대사헌이 과한 특혜라며 이를 탄핵하기도 하였다.
영조 4년 이후 종8품 별검이 관장하였으며 소속 관원으로 서원(書員) 1인, 제원(諸員) 14인, 사령(使令) 4인, 군사(軍士) 2인이 배속되었다.